# حجت‌الله رحمانی
حجت‌الله رحمانی (زادهٔ ۱۳۴۴ در الیگودرز) نمایندهٔ حوزهٔ انتخابیهٔ الیگودرز در دورهٔ هشتم مجلس شورای اسلامی بوده‌است.